# Campeonato Mundial Júnior de Patinação Artística no Gelo de 2007
O Campeonato Mundial Júnior de Patinação Artística no Gelo de 2007 foi a trigésima segunda edição do Campeonato Mundial Júnior de Patinação Artística no Gelo, um evento anual de patinação artística no gelo organizado pela União Internacional de Patinação (em inglês:  International Skating Union) onde os patinadores artísticos competem pelo título de campeão mundial júnior. A competição foi disputada entre os dias 27 de fevereiro e 4 de março, na cidade de Oberstdorf, Alemanha.

## Eventos
- Individual masculino
- Individual feminino
- Duplas
- Dança no gelo

## Medalhistas
| Evento                        | Ouro                                                 | Prata                                     | Bronze                                                 |
| Individual masculino detalhes | Stephen Carriere · Estados Unidos                    | Patrick Chan · Canadá                     | Sergei Voronov · Rússia                                |
| Individual feminino detalhes  | Caroline Zhang · Estados Unidos                      | Mirai Nagasu · Estados Unidos             | Ashley Wagner · Estados Unidos                         |
| Duplas detalhes               | Keauna McLaughlin · Rockne Brubaker · Estados Unidos | Vera Bazarova · Yuri Larionov · Rússia    | Ksenia Krasilnikova · Konstantin Bezmaternikh · Rússia |
| Dança no gelo detalhes        | Ekaterina Bobrova · Dmitri Soloviev · Rússia         | Grethe Grünberg · Kristian Rand · Estônia | Kaitlyn Weaver · Andrew Poje · Canadá                  |

## Resultados

### Individual masculino
| Pos.                                                  | Nome                  | Nacionalidade    | Pontos | PC         | PL          |
| ----------------------------------------------------- | --------------------- | ---------------- | ------ | ---------- | ----------- |
| Medalha de ouro                                       | Stephen Carriere      | Estados Unidos   | 188.87 | 57.71 (6)  | 131.16 (1)  |
| Medalha de prata                                      | Patrick Chan          | Canadá           | 184.55 | 64.10 (1)  | 120.45 (4)  |
| Medalha de bronze                                     | Sergei Voronov        | Rússia           | 180.40 | 59.49 (5)  | 120.91 (3)  |
| 4                                                     | Brandon Mroz          | Estados Unidos   | 178.40 | 57.21 (7)  | 121.19 (2)  |
| 5                                                     | Kevin Reynolds        | Canadá           | 178.32 | 59.52 (4)  | 118.80 (5)  |
| 6                                                     | Guan Jinlin           | China            | 177.97 | 61.67 (2)  | 116.30 (6)  |
| 7                                                     | Artem Borodulin       | Rússia           | 171.61 | 57.21 (8)  | 114.40 (7)  |
| 8                                                     | Takahito Mura         | Japão            | 171.46 | 61.16 (3)  | 110.30 (8)  |
| 9                                                     | Tatsuki Machida       | Japão            | 157.05 | 50.88 (17) | 106.17 (9)  |
| 10                                                    | Eliot Halverson       | Estados Unidos   | 155.97 | 53.51 (14) | 102.46 (10) |
| 11                                                    | Joey Russell          | Canadá           | 154.16 | 53.89 (12) | 100.27 (12) |
| 12                                                    | Kim Lucine            | França           | 152.56 | 52.57 (15) | 99.99 (13)  |
| 13                                                    | Philipp Tischendorf   | Alemanha         | 151.84 | 49.85 (20) | 101.99 (11) |
| 14                                                    | Adrian Schultheiss    | Suécia           | 151.29 | 56.79 (9)  | 94.50 (15)  |
| 15                                                    | Florent Amodio        | França           | 151.17 | 55.29 (11) | 95.88 (14)  |
| 16                                                    | Michal Březina        | República Tcheca | 143.33 | 50.36 (19) | 92.97 (16)  |
| 17                                                    | Moris Pfeifhofer      | Suíça            | 143.24 | 53.56 (13) | 89.68 (19)  |
| 18                                                    | Marco Fabbri          | Itália           | 140.32 | 49.28 (21) | 91.04 (17)  |
| 19                                                    | Daniil Gleichengauz   | Rússia           | 139.65 | 55.78 (10) | 83.87 (20)  |
| 20                                                    | Maciej Cieplucha      | Polônia          | 139.41 | 49.08 (22) | 90.33 (18)  |
| 21                                                    | Boris Martinec        | Croácia          | 134.73 | 52.19 (16) | 82.54 (21)  |
| 22                                                    | Hirofumi Torii        | Japão            | 124.46 | 47.79 (23) | 76.67 (22)  |
| 23                                                    | Michael Chrolenko     | Noruega          | 124.17 | 50.80 (18) | 73.37 (23)  |
| 24                                                    | Manuel Koll           | Áustria          | 113.07 | 46.13 (24) | 66.94 (24)  |
| Não avançaram para a patinação livre / programa longo |                       |                  |        |            |             |
| 25                                                    | Samuli Tyyskä         | Finlândia        | 46.05  | 46.05 (25) |             |
| 26                                                    | Denis Ten             | Cazaquistão      | 45.69  | 45.69 (26) |             |
| 27                                                    | Yaroslav Fursov       | Ucrânia          | 45.09  | 45.09 (27) |             |
| 28                                                    | Thomas Paulson        | Reino Unido      | 43.21  | 43.21 (28) |             |
| 29                                                    | Javier Raya           | Espanha          | 42.29  | 42.29 (29) |             |
| 30                                                    | Tigran Vardanjan      | Hungria          | 41.46  | 41.46 (30) |             |
| 31                                                    | Danil Privalov        | Azerbaijão       | 41.24  | 41.24 (31) |             |
| 32                                                    | Nicholas Fernandez    | Austrália        | 39.32  | 39.32 (32) |             |
| 33                                                    | Kim Min-Seok          | Coreia do Sul    | 36.74  | 36.74 (33) |             |
| 34                                                    | Hovhannes Mkrtchyan   | Armênia          | 36.66  | 36.66 (34) |             |
| 35                                                    | Taras Rajec           | Eslováquia       | 35.80  | 35.80 (35) |             |
| 36                                                    | Kutay Eryoldas        | Turquia          | 35.75  | 35.75 (36) |             |
| 37                                                    | Dimitri Kahirau       | Bielorrússia     | 34.38  | 34.38 (37) |             |
| 38                                                    | Evgeni Krasnapolski   | Israel           | 33.80  | 33.80 (38) |             |
| 39                                                    | Tatsuya Tanaka        | Hong Kong        | 31.21  | 31.21 (39) |             |
| 40                                                    | Darryll Sulindro-Yang | Taipé Chinesa    | 30.67  | 30.67 (40) |             |
| 41                                                    | Sergei Muhhin         | Estônia          | 29.43  | 29.43 (41) |             |
| 42                                                    | Konrad Giering        | África do Sul    | 26.94  | 26.94 (42) |             |
| 43                                                    | Zolt Kosz             | Romênia          | 24.08  | 24.08 (43) |             |
| 44                                                    | Amar Mehta            | Índia            | 23.04  | 23.04 (44) |             |
| 45                                                    | Saulius Ambrulevičius | Lituânia         | 21.17  | 21.17 (45) |             |

### Individual feminino
| Pos.                                                  | Nome                 | Nacionalidade    | Pontos | PC         | PL         |
| ----------------------------------------------------- | -------------------- | ---------------- | ------ | ---------- | ---------- |
| Medalha de ouro                                       | Caroline Zhang       | Estados Unidos   | 169.25 | 59.17 (1)  | 110.08 (1) |
| Medalha de prata                                      | Mirai Nagasu         | Estados Unidos   | 163.84 | 57.22 (2)  | 106.62 (2) |
| Medalha de bronze                                     | Ashley Wagner        | Estados Unidos   | 157.15 | 51.67 (3)  | 105.48 (3) |
| 4                                                     | Jenni Vähämaa        | Finlândia        | 138.61 | 47.50 (6)  | 91.11 (4)  |
| 5                                                     | Rumi Suizu           | Japão            | 134.95 | 49.31 (5)  | 85.64 (6)  |
| 6                                                     | Jelena Glebova       | Estônia          | 131.91 | 51.22 (4)  | 80.69 (11) |
| 7                                                     | Laura Lepistö        | Finlândia        | 129.72 | 43.19 (12) | 86.53 (5)  |
| 8                                                     | Shin Yea-Ji          | Coreia do Sul    | 126.45 | 44.56 (10) | 81.89 (9)  |
| 9                                                     | Nana Takeda          | Japão            | 126.43 | 41.76 (15) | 84.67 (7)  |
| 10                                                    | Stefania Berton      | Itália           | 126.06 | 45.30 (8)  | 80.76 (10) |
| 11                                                    | Satsuki Muramoto     | Japão            | 123.85 | 39.70 (21) | 84.15 (8)  |
| 12                                                    | Alena Leonova        | Rússia           | 122.89 | 45.15 (9)  | 77.74 (13) |
| 13                                                    | Arina Martinova      | Rússia           | 122.77 | 43.77 (11) | 79.00 (12) |
| 14                                                    | Sonia Lafuente       | Espanha          | 116.43 | 42.39 (13) | 74.04 (14) |
| 15                                                    | Kim Chae-Hwa         | Coreia do Sul    | 114.01 | 41.72 (16) | 72.29 (15) |
| 16                                                    | Julie Cagnon         | França           | 112.15 | 40.22 (20) | 71.93 (16) |
| 17                                                    | Victoria Muniz       | Porto Rico       | 112.10 | 41.43 (17) | 70.67 (17) |
| 18                                                    | Myriane Samson       | Canadá           | 111.04 | 45.78 (7)  | 65.26 (19) |
| 19                                                    | Bettina Heim         | Suíça            | 108.77 | 40.34 (18) | 68.43 (18) |
| 20                                                    | Choi Ji Eun          | Coreia do Sul    | 105.90 | 41.93 (14) | 63.97 (20) |
| 21                                                    | Julia Sheremet       | Bielorrússia     | 98.00  | 39.33 (22) | 58.67 (22) |
| 22                                                    | Jennie Lee           | Taipé Chinesa    | 97.52  | 37.77 (23) | 59.75 (21) |
| 23                                                    | Kerstin Frank        | Áustria          | 96.26  | 40.30 (19) | 55.96 (24) |
| 24                                                    | Brigitte Blickling   | Alemanha         | 93.17  | 36.34 (28) | 56.83 (23) |
| 25                                                    | Katherine Hadford    | Hungria          | 93.05  | 37.72 (24) | 55.33 (25) |
| Não avançaram para a patinação livre / programa longo |                      |                  |        |            |            |
| 26                                                    | Ivana Reitmayerová   | Eslováquia       | 37.41  | 37.41 (25) |            |
| 27                                                    | Vanessa James        | Reino Unido      | 37.35  | 37.35 (26) |            |
| 28                                                    | Viktoria Helgesson   | Suécia           | 36.42  | 36.42 (27) |            |
| 29                                                    | Nella Simaová        | República Tcheca | 35.97  | 35.97 (29) |            |
| 30                                                    | Charissa Tansomboon  | Tailândia        | 35.88  | 35.88 (30) |            |
| 31                                                    | Tina Wang            | Austrália        | 35.77  | 35.77 (31) |            |
| 32                                                    | Mérovée Ephrem       | Mônaco           | 35.43  | 35.43 (32) |            |
| 33                                                    | Morgan Figgins       | Nova Zelândia    | 34.69  | 34.69 (33) |            |
| 34                                                    | Laura Czarnotta      | Polônia          | 34.26  | 34.26 (34) |            |
| 35                                                    | Loretta Hamui        | México           | 34.05  | 34.05 (35) |            |
| 36                                                    | Guo Yalu             | China            | 33.90  | 33.90 (36) |            |
| 37                                                    | Jenna Syken          | Israel           | 32.61  | 32.61 (37) |            |
| 38                                                    | Melissandre Fuentes  | Andorra          | 32.36  | 32.36 (38) |            |
| 39                                                    | Anastasia Listopad   | Ucrânia          | 31.96  | 31.96 (39) |            |
| 40                                                    | Barbara Klerk        | Bélgica          | 31.47  | 31.47 (40) |            |
| 41                                                    | Teodora Vigu         | Romênia          | 30.97  | 30.97 (41) |            |
| 42                                                    | Mirna Libric         | Croácia          | 30.78  | 30.78 (42) |            |
| 43                                                    | Daša Grm             | Eslovênia        | 30.49  | 30.49 (43) |            |
| 44                                                    | Beatrice Rozinskaite | Lituânia         | 30.42  | 30.42 (44) |            |
| 45                                                    | Sara Twete           | Dinamarca        | 30.38  | 30.38 (45) |            |
| 46                                                    | Stasia Rage          | Letônia          | 29.68  | 29.68 (46) |            |
| 47                                                    | Kristina Shlobina    | Azerbaijão       | 29.44  | 29.44 (47) |            |
| 48                                                    | Eva Lim              | Países Baixos    | 29.37  | 29.37 (48) |            |
| 49                                                    | Devora Radeva        | Bulgária         | 27.20  | 27.20 (49) |            |
| 50                                                    | Siobhan McColl       | África do Sul    | 23.31  | 23.31 (50) |            |
| 51                                                    | Ani Vardanyan        | Armênia          | 22.75  | 22.75 (51) |            |
| 52                                                    | Sonja Mugoša         | Sérvia           | 22.43  | 22.43 (52) |            |

### Duplas
| Pos.              | Nome                                          | Nacionalidade  | Pontos | PC         | PL         |
| ----------------- | --------------------------------------------- | -------------- | ------ | ---------- | ---------- |
| Medalha de ouro   | Keauna McLaughlin / Rockne Brubaker           | Estados Unidos | 158.72 | 57.00 (1)  | 101.72 (1) |
| Medalha de prata  | Vera Bazarova / Yuri Larionov                 | Rússia         | 147.31 | 55.06 (2)  | 92.25 (3)  |
| Medalha de bronze | Ksenia Krasilnikova / Konstantin Bezmaternikh | Rússia         | 145.47 | 53.01 (3)  | 92.46 (2)  |
| 4                 | Bridget Namiotka / John Coughlin              | Estados Unidos | 141.39 | 50.76 (4)  | 90.63 (4)  |
| 5                 | Kendra Moyle / Andy Seitz                     | Estados Unidos | 129.03 | 50.71 (5)  | 78.32 (7)  |
| 6                 | Amanda Velenosi / Mark Fernandez              | Canadá         | 128.65 | 49.56 (6)  | 79.09 (6)  |
| 7                 | Maria Sergejeva / Ilja Glebov                 | Estônia        | 121.32 | 48.62 (7)  | 72.70 (10) |
| 8                 | Carolyn MacCuish / Andrew Evans               | Canadá         | 120.06 | 44.90 (9)  | 75.16 (8)  |
| 9                 | Elizaveta Levshina / Konstantin Gavrin        | Rússia         | 119.72 | 46.85 (8)  | 72.87 (9)  |
| 10                | Li Jiaqi / Xu Jiankun                         | China          | 118.15 | 38.21 (12) | 79.94 (5)  |
| 11                | Anaïs Morand / Antoine Dorsaz                 | Suíça          | 113.34 | 44.31 (10) | 69.03 (12) |
| 12                | Amanda Sunyoto-Yang / Darryll Sulindro-Yang   | Taipé Chinesa  | 111.95 | 40.56 (11) | 71.39 (11) |
| 13                | Krystyna Klimczak / Janusz Karweta            | Polônia        | 97.54  | 35.04 (14) | 62.50 (14) |
| 14                | Sally Hoolin / Jake Bennett                   | Reino Unido    | 94.42  | 30.90 (16) | 63.52 (13) |
| 15                | Kristína Kabátová / Martin Hanulák            | Eslováquia     | 92.54  | 36.97 (13) | 55.57 (15) |
| 16                | Agne Oradauskaite / Rudy Halmaert             | Lituânia       | 83.39  | 31.81 (15) | 51.58 (16) |

### Dança no gelo
| Pos.                             | Nome                                         | Nacionalidade    | Pontos | DC         | DO         | DL         |
| -------------------------------- | -------------------------------------------- | ---------------- | ------ | ---------- | ---------- | ---------- |
| Medalha de ouro                  | Ekaterina Bobrova / Dmitri Soloviev          | Rússia           | 161.89 | 35.52 (1)  | 54.13 (1)  | 72.24 (1)  |
| Medalha de prata                 | Grethe Grünberg / Kristian Rand              | Estônia          | 154.89 | 32.42 (2)  | 50.45 (3)  | 72.02 (3)  |
| Medalha de bronze                | Kaitlyn Weaver / Andrew Poje                 | Canadá           | 151.51 | 30.43 (6)  | 49.03 (4)  | 72.05 (2)  |
| 4                                | Kristina Gorshkova / Vitali Butikov          | Rússia           | 146.84 | 31.35 (3)  | 46.12 (8)  | 69.37 (5)  |
| 5                                | Maria Monko / Ilia Tkachenko                 | Rússia           | 145.37 | 31.12 (5)  | 45.16 (10) | 69.09 (6)  |
| 6                                | Madison Hubbell / Keiffer Hubbell            | Estados Unidos   | 145.24 | 26.90 (12) | 48.31 (5)  | 70.03 (4)  |
| 7                                | Élodie Brouiller / Benoît Richaud            | França           | 143.12 | 29.57 (8)  | 47.88 (6)  | 65.67 (7)  |
| 8                                | Camilla Pistorello / Matteo Zanni            | Itália           | 142.45 | 30.26 (7)  | 46.69 (7)  | 65.50 (8)  |
| 9                                | Vanessa Crone / Paul Poirier                 | Canadá           | 136.09 | 28.70 (9)  | 44.48 (11) | 62.91 (10) |
| 10                               | Carolina Hermann / Daniel Hermann            | Alemanha         | 135.58 | 27.67 (10) | 45.70 (9)  | 62.21 (11) |
| 11                               | Lynn Kriengkrairut / Logan Giulietti-Schmitt | Estados Unidos   | 133.91 | 26.13 (13) | 44.36 (12) | 63.42 (9)  |
| 12                               | Nadezhda Frolenkova / Mikhail Kasalo         | Ucrânia          | 131.19 | 27.14 (11) | 43.06 (13) | 60.99 (12) |
| 13                               | Joanna Budner / Jan Mościcki                 | Polônia          | 126.01 | 24.81 (17) | 42.12 (14) | 59.08 (13) |
| 14                               | Camilla Spelta / Marco Garavaglia            | Itália           | 123.87 | 25.69 (15) | 40.84 (15) | 57.34 (14) |
| 15                               | Krisztina Barta / Ádám Tóth                  | Hungria          | 119.67 | 24.38 (18) | 39.96 (16) | 55.33 (16) |
| 16                               | Ekaterina Zaikina / Otar Japaridze           | Geórgia          | 118.43 | 23.87 (20) | 39.16 (19) | 55.40 (15) |
| 17                               | Leigh Rogers / Lloyd Jones                   | Reino Unido      | 114.51 | 25.59 (16) | 37.95 (20) | 50.97 (17) |
| 18                               | Lucie Myslivečková / Matěj Novák             | República Tcheca | 113.56 | 24.08 (19) | 39.95 (17) | 49.53 (18) |
| 19                               | Nikola Višňová / Lukáš Csolley               | Eslováquia       | 107.01 | 20.65 (23) | 37.23 (21) | 49.13 (19) |
| 20                               | Danielle O'Brien / Gregory Merriman          | Austrália        | 101.66 | 21.04 (22) | 33.82 (22) | 46.80 (22) |
| 21                               | Ramona Elsener / Florian Roost               | Suíça            | 99.98  | 20.48 (25) | 31.63 (23) | 47.87 (20) |
| 22                               | Irina Stork / Taavi Rand                     | Estônia          | 99.94  | 21.45 (21) | 31.04 (25) | 47.45 (21) |
| WD                               | Emily Samuelson / Evan Bates                 | Estados Unidos   | 85.16  | 31.18 (4)  | 53.98 (2)  | — (WD)     |
| WD                               | Joanna Lenko / Mitchell Islam                | Reino Unido      | 65.83  | 26.01 (14) | 39.82 (18) | — (WD)     |
| Não avançaram para a dança livre |                                              |                  |        |            |            |            |
| 25                               | Ina Demireva / Juri Kurakin                  | Bulgária         | 52.07  | 20.58 (24) | 31.49 (24) |            |
| 26                               | Alexandra Maksimova / Egor Maistrov          | Bielorrússia     | 47.47  | 20.33 (26) | 27.14 (27) |            |
| 27                               | Tamsyn Scoble / Quiesto Spieringshoek        | África do Sul    | 45.70  | 18.08 (27) | 27.62 (26) |            |

## Quadro de medalhas
| Ordem | País           | Medalha de ouro | Medalha de prata | Medalha de bronze |    | Ordem por total |
| ----- | -------------- | --------------- | ---------------- | ----------------- | -- | --------------- |
| 1     | Estados Unidos | 3               | 1                | 1                 | 5  | 1               |
| 2     | Rússia         | 1               | 1                | 2                 | 4  | 2               |
| 3     | Canadá         |                 | 1                | 1                 | 2  | 3               |
| 4     | Estônia        |                 | 1                |                   | 1  | 4               |
| TOTAL | TOTAL          | 4               | 4                | 4                 | 12 | —               |